# Paul Bertus
Paul Bertus est un maire de La Nouvelle-Orléans au cours du XIXe siècle. Ses deux mandats ayant été très courts, il n'eut pas le temps de laisser son empreinte politique, ni de prendre des décisions municipales importantes.